# Segelsällskapetfjord
De Segelsällskapetfjord is een fjord in het Nationaal park Noordoost-Groenland in het oosten van Groenland. Hij maakt deel uit van het fjordencomplex van de Koning Oscarfjord, waarvan hij een zijtak is. De Koning Oscarfjord komt vanuit het zuidoosten en buigt richting het noordnoordwesten en in die bocht gaat de Segelsällskapetfjord richting het westen.
De fjord heeft een lengte van meer dan 20 kilometer. Aan het uiteinde splitst de fjord in de westwaarts gaande Forsbladfjord en de zuidwestelijk gaande Alpefjord.
In het noorden wordt de fjord begrensd door het Lyellland en in het zuiden door de Stauningalpen van Scoresbyland.
Gletsjers die uitkomen in de fjord zijn de Sedgwickgletsjer, de Linnégletsjer en de Skjoldungegletsjer.